# Hyperia
Hyperia est un parcours de montagnes russes de type Hypercoaster située à Thorpe Park, dans le village de Thorpe, en Angleterre. Fabriquée par Mack Rides, l'attraction ouvre le 24 mai 2024, devenant le plus haut et le plus rapide parcours de montagnes russes du Royaume-Uni,.

## Histoire
L'attraction ouvre à l'ancien emplacement de Loggers Leap, un parcours de bûches ouvert de 1989 à 2015. En février 2019, Thorpe Park confirme la fermeture définitive de l'attraction. C'était les plus hautes bûches du Royaume-Uni.[réf. nécessaire]
En décembre 2021, Thorpe Park organise une consultation publique pour son nouveau projet de montagnes russes dans la le quartier Old Town,. Nom de code Project Exodus, ces montagnes russes devraient être les plus hautes du Royaume-Uni avec 71,9 m de haut, battant Big One de Pleasure Beach, Blackpool de 7 m .

### Planification et construction
Le 14 mars 2022, Thorpe Park présente un permis de construire au conseil municipal de Runnymede détaillant les réaménagements proposés dans le quartier Old Town et la construction du projet Exodus. Le projet Exodus devait être situé sur le site des anciennes attractions Loggers Leap et Rocky Express.
Bien que la ville ait finalement validé le projet du parc, les inquiétudes persistantes de l'agence de l'environnement concernant les risques d'inondation ont incité à renvoyer le projet au secrétaire d'État, qui n'a émis aucune objection au projet.
En février 2023, Mack Rides a été officiellement confirmé comme fabricant,. Des détails supplémentaires ont été soumis à la ville en mai 2023, décrivant une palette de couleurs or perle et blanc papyrus – les sections supérieures de la structure seraient peintes en blanc afin de réduire son impact visuel à l'extérieur du parc. Les trains des montagnes russes ont ensuite été dévoilés au public le 12 avril.

### Commercialisation
Le 9 février 2023, Thorpe Park a lancé le Club 236, un concours pour les détenteurs de pass permettant de visiter le parc avec la possibilité d'être parmi les premiers passagers des montagnes russes en 2024. En août 2023, il a été annoncé que Project Exodus serait non seulement les montagnes russes les plus hautes du Royaume-Uni, mais aussi les plus rapides.
Au cours de la phase de développement, Merlin Entertainments – sous l'alias Vista Maxima Services Ltd – a initialement déposé une marque pour ICARUS en mars 2023. Cependant, HYPERIA a été proposé plus tard en août et deviendrait le nom final de l'attraction. Hyperia a été officiellement annoncé le 5 octobre 2023 et était accompagné d'une vidéo promotionnelle qui présentait non seulement le nom du coaster, mais également son slogan. La vidéo a également fourni un aperçu du point de vue (POV) de l'expérience de conduite,. Le 27 mars 2024, la date d'ouverture a été fixée au 24 mai.

### Ouverture
Hyperia a officiellement ouvert ses portes au public comme prévu le 24 mai 2024. Cependant, il a fermé de manière inattendue le lendemain, le 25 mai, le parc déclarant que la fermeture était « due à des circonstances imprévues » et qu'elle devrait durer au moins jusqu'au 29 mai. Le 28 mai 2024, la fermeture prévue a été prolongée jusqu'au 8 juin. Thorpe Park a retardé indéfiniment la réouverture le 6 juin 2024, indiquant seulement qu'Hyperia ne rouvrirait pas le 8 juin, mais la date de réouverture a finalement été fixée au 12 juin. Un porte-parole du parc a déclaré que la fermeture était liée à des « contrôles techniques standard avant l'ouverture », mais n'a pas donné plus de détails.
Après plusieurs jours d'exploitation à la suite de la réouverture, un incident s'est produit le 15 juin 2024, bloquant des passagers sur la piste de remontée mécanique. Les passagers ont été évacués en toute sécurité et Hyperia a rouvert dès le lendemain. Le manège a fermé à nouveau indéfiniment le 19 juin 2024, Thorpe Park déclarant que la fermeture était due à des « circonstances imprévues »,. Il rouvre le 22 juin 2024.
Des billets à usage unique avec accès rapide à Hyperia ont été mis en vente pendant l'été au prix de 20 £ par personne.

## Caractéristiques

### Statistiques
Hyperia mesure 71,9 m de haut et possède une longueur de piste de 995,4 m. La hauteur d'Hyperia est un nouveau record au Royaume-Uni, dépassant de 7 m Big One de Pleasure Beach, Blackpool. Sa vitesse maximale dépasse 130 km/h, dépassant le record de vitesse au Royaume-Uni détenu par Stealth, qui est également situé à Thorpe Park. Les montagnes russes comportent deux inversions : un Barrel Roll Downdrop et un Immelmann. Hyperia fonctionne avec deux trains de 20 passagers, chacun contenant cinq voitures pouvant accueillir des passagers sur deux rangées de deux,,.

### Étymologie
Hyperia a pour thème une déesse fictive nommée Hyperia. L'histoire d'Hyperia est qu'elle est la fille d'un ancien dieu fluvial qui a été emprisonné sur une île en raison de sa peur de l'eau. Elle a fabriqué un ensemble d'ailes en acier qui lui ont permis de vaincre sa peur de l'eau et de s'échapper, devenant ainsi un symbole de « triomphe sur l'adversité ». La montagne russe est commercialisée sous le slogan « Find your fearless », soit « Trouvez votre courage »,.

### Processus de conception
Construire des montagnes russes à grande échelle en utilisant le terrain limité disponible s'est avéré être un défi logistique. Merlin Entertainments a initialement accepté une présentation de Bolliger & Mabillard avant de contracter Mack Rides pour le projet. Leur première dessin du parcours pour Project Exodus a été dessiné en septembre 2020 ; huit autres présentations ont suivi, la sixième itération ayant finalement été sélectionnée en avril 2021 et ajustée au produit final. Merlin recherchait un hyper coaster classique avec une grande colline aérienne à dos de chameau menant à la première descente, mais les limitations d'espace le rendaient peu plausible.